# سانغاريدي
سانغاريدي هي مدينة تعدين ومحافظة فرعية في غرب غينيا، توجد بها مناجم البوكسيت

## التعدين
يُستخرج البوكسيت من المنطقة ويُشحن الخام بواسطة سكة حديدية إلى ميناء كمسار على ساحل المحيط الأطلسي، على بعد 135 كيلومترًا إلى الغرب. اعتبارًا من عام 2016، بلغ عدد سكان سانغاريدي 81 736 نسمة، بزيادة قدرها حوالي 5 ٪ في عامين فقط من عام 2014 بسبب التوسع في مناجم البوكسيت الثلاثة في المنطقة ومصفاة التكرير التابعة لشركة غينيا للبوكسيت (CBG) والتي تنتج حاليًا حوالي 14 000 000 طن سنويًا من سانغاريدي.

## المواصلات
- يخدم المدينة مطار سانغاريدي.